# マスプロ電工
マスプロ電工株式会社（マスプロでんこう、英: MASPRO DENKOH CORP.）は、テレビ用受信アンテナ等を製造・販売する日本の電気機器メーカーである。代表キャッチコピーは「親切・技術のMASPRO」、「マルチメディアのMASPRO」。

## 概要
1953年（昭和28年）8月に当社の前身であるマスプロ技研工業を創立。1955年（昭和30年）9月に昭和電機工業として当社創業。1961年（昭和36年）7月に現社名に変更。社名の由来は「MASter of PROduction」（生産の覇者）とされる。本社所在地は愛知県日進市浅田町上納80番地。本社には陶磁器、浮世絵を収集した「マスプロ美術館」を併設する。日本アンテナやDXアンテナなどと共に日本を代表するテレビアンテナメーカーで、日本国内のテレビアンテナはマスプロがトップシェアである。
東北の一部を除くテレビジョン放送の完全デジタル化による地デジ化バブル崩壊に対処し、新たな成長発展を実現するため、2011年（平成23年）7月29日、社長の端山が画策していたマネジメント・バイアウト（MBO）による上場廃止の方針が取締役会で承認され、発表された。マスプロ株を買い付ける予定の会社は筆頭株主である株式会社はしやま（端山家の資産運用管理会社）で、MBO成立後はこの会社の完全子会社となり、その後、はしやまを消滅会社としマスプロ電工を存続会社とする吸収合併が行われた。

## 沿革
- 1953年（昭和28年）8月 - 端山孝がマスプロ技研工業を創立。
- 1954年（昭和29年）12月 - 名古屋市昭和区円上町へ移転。
- 1955年（昭和30年）
  - 9月 - 昭和電機工業株式会社を設立（当社創業）、テレビアンテナの製造販売を開始。端山孝が代表取締役社長に就任。
  - 10月 - 東京営業所（現・東京支店）を開設。
- 1956年（昭和31年）3月 - 大阪営業所（現・大阪支店）を開設。
- 1957年（昭和32年）10月 - 名古屋市熱田区沢下町へ本社および工場を移転。
- 1961年（昭和36年）
  - 7月 - マスプロ電工株式会社に商号変更。
  - 8月 - 愛知郡日進町（現・日進市）の日進工場（現・本社工場）が稼働。
  - 10月 - 共同受信機器の製造販売を開始。
- 1964年（昭和39年）2月 - 多色塗装カラーアンテナの製造販売を開始。
- 1966年（昭和41年）9月 - 本社を愛知郡日進町（現・日進市）に移転。
- 1968年（昭和43年）7月 - UHFコンバーターの量産開始。
- 1969年（昭和44年）5月 - VU共同アンテナの製造販売を開始。
- 1969年（昭和44年）7月 - 電気通信工事部門へ進出。
- 1970年（昭和45年）12月 - 本社ビル完成。
- 1973年（昭和48年）5月 - 1972年（昭和47年）度売上高で業界第1位となる。
- 1975年（昭和50年）3月 - マスプロ美術館を開館。
- 1982年（昭和57年）6月 - 衛星放送受信機器を開発、アメリカへ輸出を開始。
- 1984年（昭和59年）
  - 3月 - 衛星放送受信用衛星チューナーと衛星パラボラアンテナ「paRabo」の製造販売を開始。
  - 8月 - ヨーロッパ向けに衛星放送受信機器を開発、輸出を開始。
- 1988年（昭和63年）6月 - 自動車双方向衛星通信機器を開発、アメリカへ輸出を開始。
- 1989年（平成元年）6月 - 通信衛星受信機器の製造販売を開始。
- 1991年（平成3年）
  - 3月 - 株式会社光照明を合併。
  - 12月 - 名古屋証券取引所二部に上場。
- 1993年（平成5年）11月 - 高精度方向調整ランプ付BSアンテナの製造販売を開始。
- 1995年（平成7年）9月 - 春日井市の高蔵寺ニュータウン工場が稼働。
- 1996年（平成8年）10月 - タイに合弁会社マスプロアムテック（MASPRO AMTECH CORP., LTD.）を設立。
- 1997年（平成9年）3月 - 東京証券取引所二部銘柄に指定。東京証券取引所・名古屋証券取引所一部銘柄に指定替え。
- 1998年（平成10年）2月 - 株式会社デンソーと資本提携。
- 2002年（平成14年）
  - 6月 - 新本社ビルが竣工。
  - 11月 - 新マスプロ美術館を開館。
- 2005年（平成17年）6月 - 代表取締役社長に瀬尾英重が創業家以外で初めて就任、創業社長の端山孝は代表取締役会長に就任。
- 2007年（平成19年）
  - 4月 - 創業者端山孝が逝去。
  - 12月 - 地上デジタル放送中継機器の製造販売を開始。
- 2009年（平成21年）6月 - 代表取締役社長に創業家の端山佳誠が就任、瀬尾英重は代表取締役会長に就任。
- 2010年（平成22年）
  - 8月 - アナログTV放送受信用VHF及びVU共用アンテナの生産を完全終了（同業他社も追随してVHF及びVU共用アンテナ生産より完全撤退）。
  - 10月 - スリランカに合弁会社マスプロランカ（Maspro Lanka（Pvt.）Ltd.）を設立。
  - 11月 - 株式会社デンソーとの資本提携を解消。
- 2011年（平成23年）
  - 9月 - マスプロ電工株式会社普通株式の公開買付けにより9月20日の決済開始日をもって株式会社はしやまが93.76%の議決権割合を所有。
  - 12月 - 12月16日をもって東京証券取引所および名古屋証券取引所への上場を廃止。
- 2012年（平成24年）9月 - 家庭用のホームセキュリティー機器「カメラ付お留守番チェッカー」「お部屋を見守るライブカメラ」を発売。
- 2015年（平成27年）10月 - RFIDアンテナ2機種を新発売。高利得、優れたVSWR・低軸比のRFIDアンテナを開発。
- 2016年（平成28年）
  - 2月 - 小規模施設向けのセキュリティーカメラ「モニター&ワイヤレスHDカメラセット」を新発売。
  - 5月 - 東京支店が品川区に移転。新たにRFIDショールームを開設。
- 2020年（令和2年）10月
  - マスプロ美術館がリニューアル。浮世絵「横浜開化絵」「東京開化絵」と「マスプロ電工と創業者 端山孝のあゆみ」のリニューアルを実施。
  - Sigfox通信用CO2温湿度センサー端末の新発売およびデータ閲覧サービスの運用開始。

## 主要商品概要

### 超高性能UHFアンテナ「ラブストーリー」シリーズ
パラスタックアンテナで、アナログ放送・デジタル放送共にUHFテレビの放送区域外での受信用途で人気がある。中でも「ラブストーリー」シリーズの30素子タイプは放送区域外受信には適していたため一部のマニアと工事業者には絶大な支持を得ていたものの、アンテナ自体大型でアンテナの設置・維持管理が困難であるという理由で敬遠するユーザーが多かったことから、小型でありながら30素子同等の動作利得が得られるとする「東・名・阪専用アンテナ」LS14TMH（13 - 28ch 受信用、若干性能は劣るが29ch - 36chの受信も保証）を発売し、2007年（平成19年）6月にはLS14TMHと同系統の製品としてLS20TMHとLS30TMHのタイプも発売され、3タイプとなる。東・名・阪専用アンテナLSTMHシリーズの3タイプの他に発売中の「ラブストーリー」シリーズは、13 - 62ch用のLS30（30素子）、LS20（20素子）、LS14（14素子）、LS5（5素子）の4タイプ及び、13 - 44ch用LSL30（30素子）と計8タイプである。なお、「ラブストーリー」シリーズのうち13 - 44ch用20素子および14素子のタイプ（LSL20、LSL14）は廃番となった。パッケージには「マスプロUHF（カラー）アンテナ」と表記されているものが多い。最新カタログによると、13 - 52ch用のLS306（30素子）、LS206（20素子）、LS146（14素子）、がある。
ライバル商品として、DXアンテナの「UBシリーズ」などがある。

### 壁面取付用UHFアンテナ「SKY WALLIE（スカイウォーリー）」シリーズ
通常、屋外設置型のUHFアンテナはフィッシュボーン（魚の骨）に似た形状で、屋根の上に取り付けるものが多いが、昨今は住宅の美観にこだわるが故、屋根の上にアンテナを取り付けたくない、あるいは、外壁にあわせた目立たない高性能アンテナを求めるユーザーが増えてきた。そんなユーザーに応えるべく、2009年（平成21年）4月にラウンドフォルム形状の高性能アンテナ「SKY WALLIE（スカイウォーリー）」を発売。付属の本体取付工具のみで壁面だけでなくベランダやマストにもそのまま取り付けられるため、アンテナ取付工具を追加で購入する必要がなく、取付後でも広指向性設計と独自のアンテナ可動構造により±45度の範囲内で可動するため、電波到来方向に合わせてフレキシブルに方向調整も可能である。また、多重ループを上下2段に積み重ねたマルチループツイン方式の採用により、14素子アンテナに相当する高い利得性能（5.5 - 8.5dB）もある。
当初はウォームホワイト（U2SWL）のみだったが、2010年（平成22年）1月に新色のベージュ（U2SWL（BE））を追加。さらに、同年5月には比較的電波の弱い地域や垂直偏波の受信にも対応すべく、壁面取付用の薄型アンテナとしてトップクラスとなる24素子アンテナ相当（8.0 - 9.7dB）の利得性能を実現すると共に、DHマークも取得したハイスペックモデル（U2SWL24、U2SWL24（BE））を追加。ハイスペックモデルでは取付金具の向きを変えることで垂直偏波にも対応しており、水平偏波・垂直偏波どちらの場合でも取り付け後の角度調整が可能（水平偏波時±60度、垂直偏波時±15度）。併せて、U2SWLにはブラウン（U2SWL（BR））が追加され、3色展開となった。また、同年11月には垂直偏波用のスタンダードモデル（U2SWLV）を追加発売。垂直偏波向けに設計されている点以外は水平偏波用のU2SWLと同等であるため、U2SWLVのフロントカバーには英語で垂直を意味するVerticalの頭文字である“V”を表記して区別している。2011年10月には既存ラインナップの中間モデルの位置づけとして、本体の厚さ58mm、質量約2.3 - 2.4kgのコンパクトモデルながら20素子アンテナ相当（7.7 - 9.6db）の動作利得を実現するとともに、組付けアシスト構造と新構造の防水キャップの採用で設置工事の効率を高めたU2SWL20と、BS・CSミキサー（混合器）を搭載したブースター内蔵型U2SWL20Bの2機種を発売。2012年3月には同モデルのベージュ色（U2SWL20（BE）、U2SWL20B（BE））を追加した。2013年（平成25年）3月には、反射器のスロット形状をダイヤモンド型にしてスロットの配置数を増量した「ダイヤモンドスロット構造」と、放射器をデルタ（三角）型の構造とすることでスタック効果と広帯域化を実現させる「デルタインクワッド構造」を採用したことで、26素子アンテナに相当する利得（8.4 - 9.8db：実力値）を実現すると同時に、本体アンテナ部の厚さ65mm、質量約2.9 - 3.0kgと小型・軽量設計を両立し、本体背面にケーブル固定部（4ヶ所）と取っ手（2ヶ所）を設けたことで利便性を高めたU2SWL26、U2SWL26（BE）及びブースター&BS・CSミキサー内蔵型U2SWL26B、U2SWL26B（BE）の4機種を追加。さらに、20素子アンテナ相当モデルにはブラック（U2SWL20（BK）、U2SWL20B（BK））を追加した。2014年（平成26年）3月には強電界地域用に、本体アンテナ部の高さを36cm、横幅15cmと壁面設置用アンテナとしては最小サイズを実現し、付属の据置用スタンドを用いることで室内設置にも対応したコンパクトモデル「SKY WALLIE mini」を発売。ラインナップはスタンダードタイプのU2SWLC3とブースター内蔵型のU2SWLC3Bの2機種を設定し、それぞれにウォームホワイトとブラック（U2SWLC3（BK）、U2SWLC3B（BK））を設定する。
現在は14素子アンテナ相当モデル（垂直偏波用のU2SWLVは継続販売）及び24素子アンテナ相当モデルは製造を終了しており、初期のラインナップに比べて利得性能は全体的にスペックアップされている。
ライバル商品として、日本アンテナの「UDFシリーズ」、DXアンテナのデジキャッチフラット「UAシリーズ」などがある。

### その他
- アンテナ関連商品のレベルチェッカーは、地上デジタル放送が開始され従来のアナログ用レベルチェッカーでは、方向調整はできるが、電界強度が正確に表示されないため、地上デジタル放送対応のレベルチェッカーへの代替需要が生じている。
- また、「ウェーブハンター」のブランド名でVHF・UHFのアマチュア無線用アンテナを販売していた時期もあった。ブーム長が短いため他社に比べると性能が今一つであったが、安価であったため入門用として人気があった。市場の縮小により撤退している。
- 2000年発売の衛星アンテナ「BS45LED」は「方向および角度調整用赤色LEDランプ」がコンバータ部に搭載されており、「電波方向が正しく定まればLEDランプが消える」方式を採用することで・市販レベルチェッカーを使わなくてもアンテナ角度および方向調整ができた。しかし後継モデルの「BSC45R」以降は方向および角度調整用LEDランプが廃止されたため、正しいアンテナレベルにするにはテレビ画面の「アンテナレベル表示」を見ながら向きや角度を正しくするか、市販レベルチェッカーが必要となった(衛星デジタル放送は・アンテナの方向や角度が正しい位置から少しでもずれると映像が全く映らなくなるので、設置工事は専門店への依頼を推奨)。BSアナログ放送開始当初は「衛星アンテナを室内に設置するための専用スタンド」も発売されていたが、現代の衛星アンテナ設置場所は屋外が主流となっているため・室内設置用スタンドは販売を終了し、アンテナ周辺部品は全て「屋外設置を前提とした構成」になっている。
- 発売当初の衛星アンテナは、アンテナコンバータの接栓接続部防水処理方法が「ビニールテープを巻く方式」だったが、現行モデルは「雨水侵入によるショートや機器故障防止のため・コンバータにつないだ接栓へのテープ巻きは禁止」となっており、「付属の防水キャップを隙間なくかぶせる」よう指示されている（ケーブルへの接栓接続後も防水キャップを装着可能。発売当初斜め向きだったコンバータ部のアンテナ出力端子は、年式が進むにつれ「下向き」へ変化して雨水が入りにくくなり防水性が向上）。またアナログ時代の樹脂製アンテナプラグは外れやすく・かつ電気特性が異なるため、（TV受像機および録画機にある）衛星アンテナ入力端子への接続には使えない（同軸ケーブルの太さに適合した4K/8K対応の接栓または金属製プラグを用いるよう指示）。地デジアンテナ入力端子への接続器具についても、アナログ時代の樹脂製アンテナプラグは外れやすく雑音・外来ノイズに弱いので、「外れにくくてシールド効果が高く、外来ノイズを遮断しやすい（同軸ケーブルの太さに適合した）F型接栓または金属製プラグの使用」が推奨されている。なお平行フィーダーアンテナ線・フィーダー線接続用ネジ付きアンテナプラグ・UV分波器および混合器・フィーダーおよび同軸ケーブル直付け式アンテナコンセントは、アナログTV放送終了と共に生産を終了した(平行フィーダー線は径が細く先端の芯線がむき出しのため、雑音・妨害電波・外来ノイズの影響を受けやすく、BSアナログ放送が始まると「地上波・BS両アンテナ線をブースターで1系統にまとめ、各部屋で地上波とBSが視聴可能な混合伝送」が急速に普及したことから、フィーダーアンテナ線需要は同軸ケーブルに取って代わられる形で急減していった)。
- 4K/8Kの「（有料チャンネルを中心とした）左旋円偏波」視聴時、録画機が4K/8K非対応の場合は「衛星アンテナ線を4K/8K内蔵TVの衛星アンテナ入力端子へ直接つなぎ、録画機への衛星アンテナ線接続は4K/8Kに対応した分配器を用いる」と共に、電波漏れによる電子機器ノイズ発生防止の観点から「フィーダーおよび同軸ケーブル直付け式（先端を加工して芯線を出す方式）の旧型アンテナコンセントは、（3224MHzまでの広帯域伝送に対応した）最新型の金属製ネジ式アンテナコンセントへ交換する」ようそれぞれ指示されている（4K/8Kの右旋円偏波のみを視聴する場合、左旋円偏波をカットできる「ローパスフィルター」をケーブルとアンテナコンバータの間へつなぐことで電波漏れを防げる）。
- 当社製の衛星アンテナは「paRabo（パラボ）」という名称で親しまれており、このうち東経110度CS放送の右旋・左旋両円偏波対応品のみ、ライオンのマークと「百獣（110°）の王」と書かれたシールが貼られていた（2012年限りで生産終了）。2013年1月に11年9ヶ月ぶりとなる新モデルとして発売されたBC45R、BC45R-SET（取付工具・ケーブル付セット）では「MASPRO」の社名ロゴのみで、ロゴの色も紺に変更されている（2017年限りで生産終了）。2018年に4K・8K放送が始まると衛星アンテナはモデルチェンジされ、左旋円偏波に対応した「BC45RL」を発売。従来のホワイトモデルに加え、（地デジフラットアンテナ「スカイウォーリー」・「ユニコーン」シリーズと共に）家の外壁色に合わせたブラックモデルが初登場している（取付金具・同軸ケーブル・接栓・防水キャップ・ケーブル固定具・取付工具が付属されたモデルは白のみ）。なお4K/8K放送は伝送帯域がBS・110度CSデジタル（2450MHz）より大幅に広い「3224MHz」なので、（分配器・ケーブル・アンテナコンセント・ブースターなどの）周辺部品は「SH（スーパーハイビジョン）マーク付きモデル」の使用が推奨されている。左旋円偏波放送を視聴しない場合は（BC45R以前の）旧モデル衛星アンテナも使えるが、20年以上前に製造された衛星アンテナは老朽化により性能が低下しているため、4K/8Kテレビや録画機への買い換えにあたっては「4K/8Kに対応した衛星アンテナ最新モデルへの交換」が推奨されている（1998年まで生産されていたフラット型BSアナログアンテナは、4K/8K受信への流用不可）。古い衛星アンテナ本体のみを交換し・取付金具は以前の物を流用する場合、屋外用接栓と防水キャップのみ付属の「BC45RL」を、衛星アンテナを新規に取り付ける場合は部材付属の「BC45RL-SET」をそれぞれ用いる（地デジと混合伝送する場合、地デジとBS4K/8Kに対応したブースター・分配器・分波器・接栓・ケーブルが別途必要。衛星アンテナ本体のみならず取付金具も老朽化したため根こそぎ交換する場合も「BC45RL-SET」が使えるが、ベランダや壁面の素材および強度によっては付属の取付金具が使えず、別売りの専用取付金具が必要となる場合がある）。なおリフレクタ（反射鏡）径35cmサイズは1999年限りで・40cmサイズは2018年限りでそれぞれ生産終了となり、現在発売中の衛星アンテナ（リフレクタ径）サイズ最小は「45cm」となっている。
- スカパー!プレミアム用衛星アンテナ「CS45」と・スカパーへOEM供給していたBS・スカパー共用衛星アンテナ「SP-AM600M/AM500M/AM400M/AM200M」はいずれも2022年限りで生産終了となり、スカパー用衛星アンテナの現行モデルは「共同受信用の大型アンテナ」のみとなっている。
- 2010年（平成22年）8月にはウォルト・ディズニー・ジャパンとのライセンス契約を結び、ミッキーマウスの形状をしたBS・110°CSアンテナ（BSC45RMC-SET）を発売。また、同年11月には壁面取付用UHFアンテナ「SKY WALLIE（スカイウォーリー）」の新たなラインナップとして、ハイスペックモデルをベースにディズニーキャラクターが描かれたU2SWL24（MC2）及びU2SWL24（DC2）を発売した（いずれも2022年限りで販売終了）。
- 当社が開発したボディースキャナー（ミリ波で旅客の服を透視し、金属探知機で検知できない化学物質等を発見する「ミリ波パッシブ撮像装置」）の仕様について、国土交通省が認可する方針を固めている。
- かつては超高性能遠距離用FMアンテナとして「FM10」を生産していたが、76 - 88MHzとFM全帯域でのカバーはできなかったために製造が打ち切られ、高性能遠距離用で全帯域カバーしている「FM8」がFMアンテナの最上位製品となっている[注釈 2]。なお2010年まで生産されていたVHFアンテナ（112C8など）およびVU共用アンテナ（162B58など）は・地デジ化後もFM屋外アンテナとして使用可能で、VU共用アンテナは地デジとFMラジオ放送が1台のアンテナで受信できる（老朽化した地上波アンテナ交換時、FMラジオを引き続き屋外アンテナで受信したい場合はFMアンテナと地デジ・FM混合器が別途必要）。
- 2014年（平成26年）10月にはアメリカのJK Imaging Ltd.との間で「PIXPRO」の製造を手掛けるコダックブランドのデジタルカメラ及びデジタルムービーの日本総代理店契約を締結し、翌月に、世界で初めて水平方向に360度撮影できるアクションカメラ「PIXPRO SP360」並びに「PIXPRO SP1」、ミラーレス一眼カメラ「PIXPRO S-1」の3機種[3]から日本でのコダックブランドのデジタルカメラの販売を開始した。翌年の2015年（平成27年）4月には防水対応スポーツカメラ「PIXPRO WP1」を発売した[4]。
- 地デジアンテナ「U206/146」と衛星アンテナ「BC45RL」はサン電子へもOEM供給されている。また国内大手電機メーカーは全社がTVアンテナ自社生産より撤退したため、マスプロ製アンテナとその周辺部品は系列電器店（パナソニックショップ・日立チェーンストール・東芝ストアー・三菱電機ストアー・シャープフレンドショップ・ソニーショップ）へも供給されている。また全国の家電量販店（ケーズホールディングス・コジマ×ビックカメラ・エディオン・ノジマ・ジョーシン）やホームセンター（DCMホールディングスなど）でも販売されている（取付工事費別）。
- ブースターの現行モデルは「地デジ専用」・「地デジとBS4K/8K用」・「BS4K/8K専用（地デジ混合回路内蔵）」の3種類のみでFM増幅には非対応なので、FM屋外アンテナ線を混合伝送したい場合は「地デジ・FM混合器」が別途必要。なおブースターの電波利得調整は適正数値を誤ると「発振現象により近隣家屋のテレビ映りを悪くする」おそれがあるため、ブースターの電波利得調整は「専門業者への依頼」が推奨されている。
- 壁に穴を開けなくてもサッシの隙間を利用してアンテナ線を引き込める「サッシ隙間ケーブル」は、窓の開閉などで強い衝撃が加わると断線しやすいため「普段開閉しない側の窓へ線を引き込む」よう指示されている(屋外接続用の防水キャップ2個付属）。またアンテナ線を室内へ引き込む際は「室内への雨水侵入を防ぐため、引き込み口付近ではケーブルを壁や天井に沿わせずたるませる」よう指示されている。
- 2000年にBSデジタル放送が・2003年に地上デジタル放送がそれぞれ始まると、「従来型アナログTV受像機につなぐ外付けデジタルチューナー（地デジ専用・BSデジタル専用・地デジとBSデジタル用の3種類）」を自社生産・およびパナソニックなど他社からOEM供給を受けて販売していたが、これら機器は2010年までに生産・販売を完全終了した（普及モデルはコンポジット映像出力端子のみを搭載し、データ放送機能には非対応）。

## 主な商品・事業
商品名には長い間「デジタル」でなく「ディジタル」と表記していたが、近年は「デジタル」を表記している。
- 地上デジタルテレビ放送受信・通信機器
- 衛星放送受信・通信機器
- CATV機器・工事・設計
- インターネット機器
- 放送中継機器
- セキュリティ機器
- カーナビゲーション用GPSアンテナ - かつては自社ブランドでカーナビを発売したこともあったが、現在ではアンテナなどのOEM供給にとどまっている。

## 宣伝広告・テレビCM
- 当社のテレビCMに登場する、頭にアンテナ風のツノがある雷神兄弟のマスコットはマスプロサンダーズ（MASPRO THUNDERS）と呼ぶ。1969年（昭和44年）にテレビCMで登場し、その後、1977年（昭和52年）までテレビCMや雑誌広告に用いられていた。2006年（平成18年）8月よりテレビCMに復活した。
  - マス坊（MAS-BOH）：雷神の少年。
  - プロ子（MISS PRO-KO）：雷神の女性。
  - テナ子（TENA-KO）：雷神の少女。
- 1969年（昭和44年）から始まった、女性モデルがネグリジェ姿でハンドマイクを持ち「見えすぎちゃって困るの」と唄い（実際の歌声は伊藤アイコ）、マスプロサンダーズのマス坊が雲の上から立小便（後に、じょうろに変更）で雨を降らせ、ネグリジェが濡れ透けてビキニが見えてしまった後に、マス坊の「見えすぎちゃったね」とのセリフで締め括るテレビCMがお馴染みとなった。このテレビCMは「お色気コマーシャル」として当時強いインパクトを持って受け入れられ、また、女性モデルを毎年のように変更（秋月ミカ、藤ミツ子、他）しながら1977年（昭和52年）まで流されたこともあり、マスプロ電工・マスプロアンテナの宣伝広告として大きな効果を挙げた。さらに、「〜過ぎちゃって、困る」というフレーズは森尾由美やマス坊のセリフにも引き継がれ、「便利過ぎちゃって、困る」と機能の優秀性を訴えるコピーに使われた（森尾時代には、「困る」の部分だけ音声をカットしたバージョンも存在。変更の意図は不明）。
- 歌手の青江三奈が、1970年（昭和45年）より1979年（昭和54年）まで、当社のテレビCMへ出演していた。「あなた知ってる〜 マスプロアンテナ〜 見えすぎちゃって 困ァるのォ〜」と、「伊勢佐木町ブルース」の替え歌を唄い、サンバイザーにミニスカート姿でゴルフのグリーンでパッティングをしているものが最初である。こちらのテレビCMも、パッティングする際にミニスカートの中が見えるシーンが強調されていることから、「お色気コマーシャル」として当時強いインパクトを持って受け入れられた。その後、青江三奈が出演する当社テレビCMは「お色気コマーシャル」では無くなった。なお、上述の伊藤アイコ版のCMソングと一部歌詞が共通であるが、曲調は全く異なる。
- 1980年代に入ると、当社内でテレビCMの効果を疑問視する声が出て放送をやめることとなったが、製品等の売上は減少することなく、テレビCMの放送をやめた事で抑制された広告宣伝費用の減少額分がそっくりそのままの金額で利益に移動する形となった。このことはテレビ関連機器のメーカーがテレビCMを否定しかねない皮肉な結果となったが、1970年代に流された前述のテレビCMが「テレビアンテナ=マスプロ電工」を強く印象付け、テレビCMをやめてもその遺産が残っていたに過ぎない、とも指摘された。その後、テレビCMの放送は再開され、1999年（平成11年）放送バージョンには葵千智が出演している。
- 1977年（昭和52年）で「お色気コマーシャル」は止めたものの、伊藤アイコ版のCMソング「見えすぎちゃって困るの」は1993年（平成5年）に再び使われ、こちらのCMでは「うっそみたい」というセリフで締め括っていた。
- 一方、マスプロサンダーズの登場するCMは2006年（平成18年）8月よりハイビジョンサイズで復活使用している。
- 1980年代に川崎球場のバックネット裏に「MASPRO マスプロ電工」の看板がかけられていた。東京ドームにも外野フェンス（左中間近辺）にも2000年代中期まで看板あった（現在は撤退）。現在はナゴヤドーム外野に「MASPRO」のロゴのみの看板がある。
- 会社設立当時は本社・工場は愛知県名古屋市にあったが、1961年（昭和36年）に名古屋市郊外の愛知郡日進町（現・日進市）に日進工場を建設、1966年（昭和41年）に本社も同所に移転した。しかし、愛知郡日進町大字浅田という地名から、名古屋の会社であることを認識してもらえないこと[注釈 3]などもあり、資料請求の住所を「名古屋市外日進町浅田」[注釈 4]として字名・番地を省略していた。変則的な表記であったが、これも一種の企業イメージ宣伝とも言え、折しもUHFテレビ局の大量開局に伴うUHF受信機器の売上などで、多くマスコミに取り上げられて会社の知名度を上げたことと、1968年（昭和43年）に導入された郵便番号制度のお陰で、誤配されることは少なかった。日進町が1994年（平成6年）に日進市となると、「名古屋市外日進町浅田」は使用されなくなったが、1998年（平成10年）の郵便番号7桁化により、大口事業所として会社独自の郵便番号「470-0194」を取得した。今でも一部媒体では所在地住所を「愛知県日進市浅田町」のように、旧字名と番地を省略した形で紹介している。
- 製品パッケージ・取扱説明書・カタログ等に記載されている規格表には、「マスプロの規格表に絶対うそはありません。ご理解と信頼あるデータにご期待ください。（または「保証します。」）」の文言が書き添えられている。

## 過去のスポンサー番組
- 踊る!さんま御殿!! - 日本テレビ
- モクスペ - 日本テレビ
- サプライズ（月曜日） - 日本テレビ
- しゃべくり007 - 日本テレビ
- 火曜スーパーワイド - テレビ朝日
- ウッチャンナンチャンのやるならやらねば! - フジテレビ
- FNSの日（第1回平成教育テレビ（1992年）） - フジテレビ
- 日経スペシャル ガイアの夜明け - テレビ東京